# Adriano Cavanna
Adriano Cavanna (Alessandria, 6 agosto 1938 – Milano, 6 gennaio 2002) è stato uno storico e giurista italiano, professore di Storia del diritto.

## Biografia
Dopo gli studi classici Adriano Cavanna si iscrisse alla Facoltà di Giurisprudenza dell'Università degli Studi di Pavia ove si laureò, nel 1962, con una tesi sugli Statuti di  Vigevano, avendo per relatore il professor Giulio Vismara, con il quale avrebbe pubblicato in seguito alcune opere.
Cavanna fu incaricato dell'insegnamento della Storia del diritto italiano all'Università degli Studi di Genova, poi nel 1972 all'Università Statale di Milano e infine dal 1974 a Padova. Alla fine degli anni settanta egli fu autore del noto manuale Storia del diritto moderno in Europa. Le fonti e il pensiero giuridico,  sul quale si sono, ormai, formate almeno due generazioni di studenti della storia del diritto.
Dal 1980 succedette a Ugo Nicolini nella cattedra di Storia del diritto italiano dell'Università Cattolica del Sacro Cuore, che manterrà fino alla morte, avvenuta nel 2002. Egli insegnò pure a Trieste e Montpellier.
Vastissima la sua attività pubblicistica, alcune sue opere furono edite all'estero, segnatamente in Svizzera e in Francia.
In Valsesia (Alagna Valsesia, provincia di Vercelli), lungo il sentiero 6 che sale al bivacco Fratelli Gugliermina (ex Capanna Valsesia), nel punto di coordinate geografiche 45.91110, 7.88216, a circa 3000 metri di quota, è stata posizionata una targa commemorativa che recita In memoria di Adriano Cavanna che in questo luogo avrebbe desiderato essere sepolto 6.8.1938-6.1.2002

## Le opere
- Fara sala arimannia nella storia di un vico longobardo, (1967);
- Nuovi problemi intorno alle fonti dell'Editto di Rotari, (1968);
- Il problema delle origini del tentativo nella storia del diritto italiano (1970);
- La codificazione penale in Italia. Le origini lombarde, (1975);
- Storia del diritto moderno in Europa. Le fonti e il pensiero giuridico, (1979);
- Il Patto di Torre. Febbraio 1182. Gli antecedenti e la formazione della comunità di Val Blenio, (1982);
- La codificazione del diritto nella Lombardia austriaca, (1982);
- La storia del diritto moderno (secoli XVI-XVIII) nella più recente storiografia italiana, (1983);
- La giustizia penale nella Milano del Settecento (un'occasione di riflessione sulla preistoria dei diritti dell'uomo), (1989);
- Ticino medievale. Storia di una terra lombarda, con Giulio e Paola Vismara, (1990);
- Giudici e leggi a Milano nell'età del Beccaria, (1990);
- Onora il padre. Storia dell'art. 315 c.c. (ovvero: il ritorno del flautista di Hameln), (1994);
- Codificazione del diritto italiano e imperialismo giuridico francese nella Milano napoleonica. Giuseppe Luosi e il diritto penale, (1996);
- Mito e destini del «Code Napoléon» in Italia. Riflessioni in margine al «Panegirico a Napoleone legislatore» di Pietro Giordani, (1998);
- La "coscienza del giudice" nello stylus iudicandi del Senato di Milano, (1999);
- Da Maria Teresa a Bonaparte: il lungo viaggio di Pietro Verri, (1999);
- Influenze francesi e continuità di aperture europee nella cultura giuridica dell'Italia dell'Ottocento, (2000).

| Controllo di autorità | VIAF (EN) 29655603 · ISNI (EN) 0000 0000 8368 1454 · SBN RAVV045106 · LCCN (EN) n80035714 · BNF (FR) cb126873281 (data) · J9U (EN, HE) 987007445304805171 |